# فردریکه اتو
فردریکه اتو (انگلیسی: Friederike Otto؛ زادهٔ ۲۹ اوت ۱۹۸۲) اقلیم‌شناس، فیزیک‌دان و استاد دانشگاه اهل آلمان است.
وی همچنین برندهٔ جوایزی همچون تایم ۱۰۰ شده است. او از دسامبر ۲۰۲۱ به عنوان یک مدرس ارشد در موسسه گرانتام برای تغییرات آب و هوا و محیط زیست در امپریال کالج لندن کار می کند. همچنین وی دانشیار پژوهشی افتخاری موسسه تغییر محیطی در دانشگاه آکسفورد است. تحقیقات او بر پاسخ به این سؤال متمرکز است که تا چه میزان شرایط آب و هوایی شدید در نتیجه عوامل اقلیمی خارجی تغییر می‌کند. او که یک متخصص بسیار شناخته شده در زمینه تحقیقات مستند است، ریشه‌های تغییرات اقلیمی در اثر فعالیت از انسان و همچنین آسیب پذیری و قرار گرفتن در معرض آن‌ را برای رویدادهایی مانند امواج گرما، خشکسالی و سیل بررسی می‌کند. فردریکه به همراه دانشمند آب و هوا، گیرت یان ون اولدنبورگ، پروژه بین‌المللی نسبت‌دهی هوای جهان را که هنوز هم رهبری می‌کند، تأسیس کرد. او همچنین یکی از ده دانشمندی بود که نقش مهمی در تحولات علمی در سال ۲۰۲۱ داشتند که در مجله علمی نیچر برجسته شده است.

## زندگی‌نامه
فریدریک الی لوئیز اتو در سال ۱۹۸۲ در کیل آلمان به دنیا آمد و قبل از اخذ مدرک دکترا در رشته فلسفه علم از دانشگاه آزاد برلین، در سال ۲۰۱۲ در رشته فیزیک از دانشگاه پوتسدام فارغ التحصیل شد. او در دانشگاه آکسفورد نیز شروع به بررسی تأثیر رویدادهای آب و هوا بر تغییرات آب و هوا کرد. وی توانسته است به عنوان یکی از رهبران اسناد آب و هوای جهان بر توسعه بین‌المللی استراتژی‌های تغییر آب و هوا تأثیر بگذارد. او در سال ۲۰۱۷ در مورد توفند هاروی به این نتیجه رسید که در هیوستون باعث ۱۲ تا ۲۲ درصد باران اضافی شده است. وی همچنین گفت که بدون شک توفند لورا در سال ۲۰۲۰ نتیجه تأثیرات تغییرات آب و هوایی بوده است. همچنین معتقد است که این گونه گزارش‌های تخصصی به متقاعد کردن دولت‌ها برای اتخاذ تدابیری با هدف ایجاد مجتمع‌های بیشتر کربن خنثی کمک خواهد کرد.
در سال ۲۰۲۱، او در تایم ۱۰۰، فهرست سالانه تایم، در ردیف  ۱۰۰ نفر از تأثیرگذارترین افراد جهان قرار گرفت.